# Capriasca
Capriasca es una comuna suiza del cantón del Tesino, situada en el distrito de Lugano, distrito de Capriasca. Limita al norte con la comuna de Isone, al noreste con Valcolla, al sureste con Sonvico, al sur con Cadro, Canobbio y Comano, al suroeste con Origlio, al oeste con Ponte Capriasca, y al noroeste con Monteceneri y Mezzovico-Vira.
La comuna fue creada el 15 de octubre de 2001 tras la fusión de las comunas de Cagiallo, Lopagno, Roveredo Capriasca, Sala Capriasca, Tesserete y Vaglio. Además el 1 de abril de 2008 fueron agregadas las comunas de Lugaggia, Bidogno y Corticiasca.

## Celebridades
- Alfonsina Storni (1892-1938), poetisa y escritora argentina.